# 迈尔河畔圣旺
迈尔河畔圣旺（法語：Saint-Ouen-sur-Maire，法語發音：[sɛ̃.t‿wɛ̃ syʁ mɛʁ] ⓘ）是法国奥恩省的一个旧市镇，位于该省中部，属于阿让唐区。2016年1月1日，迈尔河畔圣旺和相邻的另外5个市镇合并为新市镇埃库谢莱瓦莱（Écouché-les-Vallées）。

## 地理
迈尔河畔圣旺（48°42'15"N, 0°10'46"W）面积5.24 平方千米，位于法国诺曼底大区奧恩省，该省份为法国西北部内陆省份，北起顺时针与卡爾瓦多斯省、厄尔省、厄尔-卢瓦省、萨尔特省、马耶讷省和芒什省接壤。
与迈尔河畔圣旺接壤的市镇（或旧市镇、城区）包括：瑟夫赖、巴蒂伊、迈尔河畔卢热、圣布里斯苏拉讷。

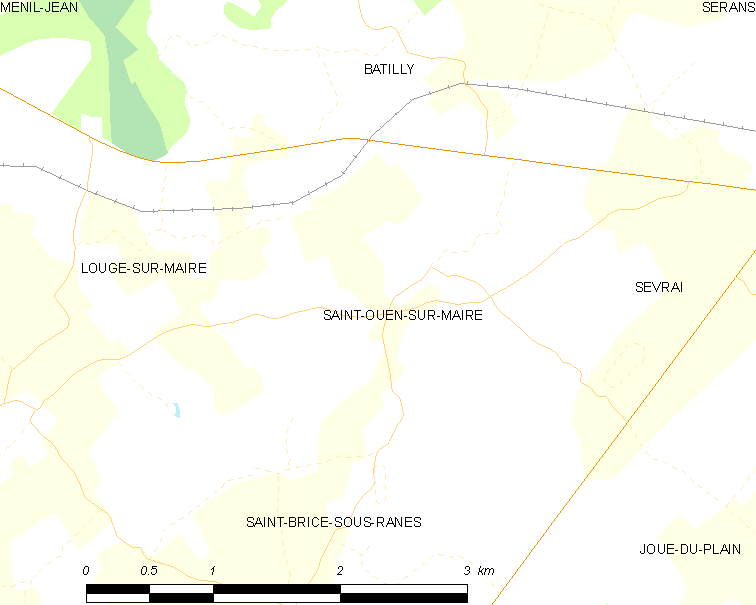
迈尔河畔圣旺的OSM定位图

迈尔河畔圣旺的时区为UTC+01:00、UTC+02:00（夏令时）。

## 行政
迈尔河畔圣旺的邮政编码为61150，INSEE市镇编码为61441。

## 政治
迈尔河畔圣旺所属的省级选区为马尼勒代塞尔县。

## 人口

1962-2008年间迈尔河畔圣旺人口变化图示

迈尔河畔圣旺于2018年1月1日时的人口数量为91人。